# 海神駅

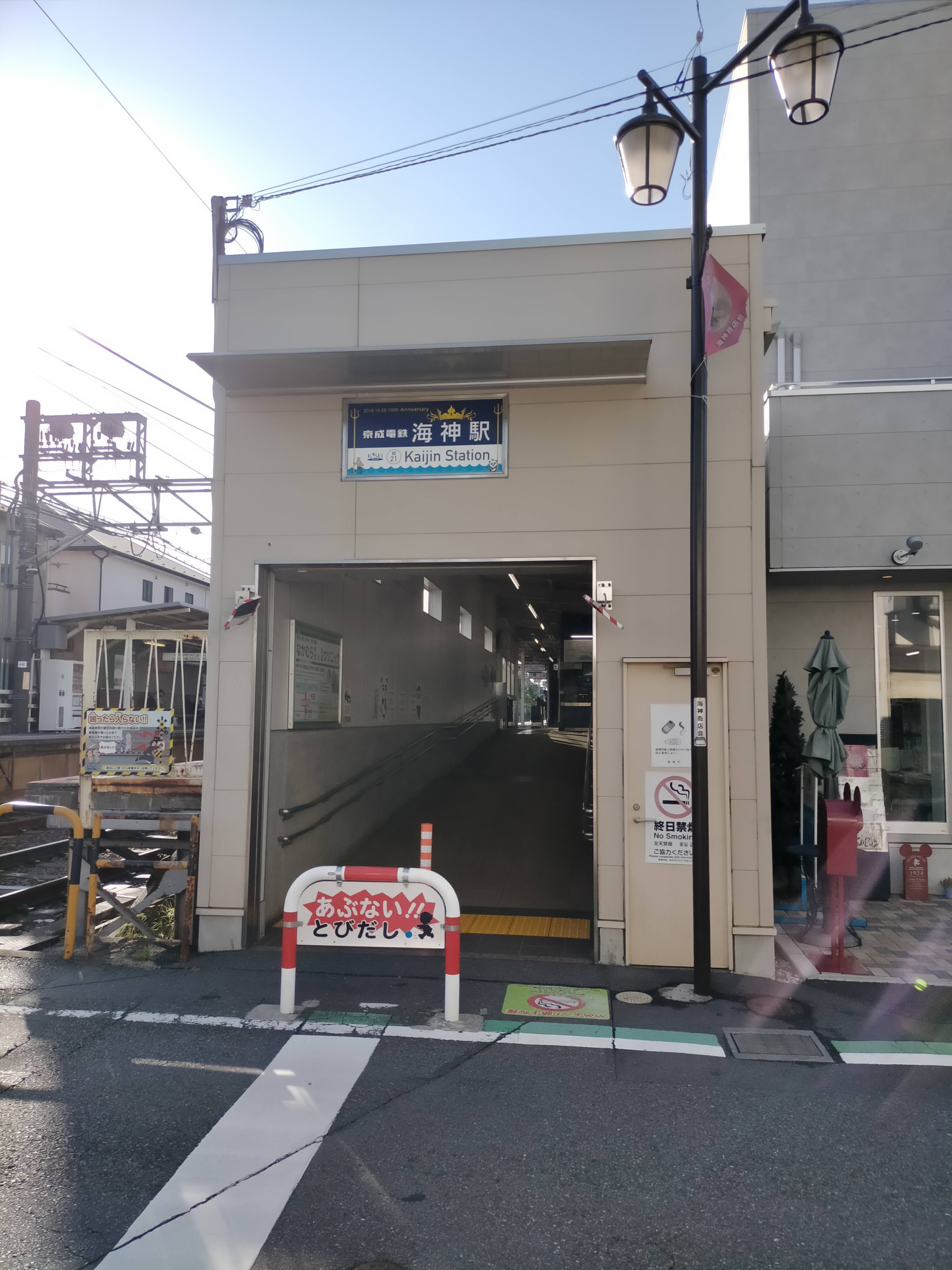
開業100周年記念時の駅名看板（2021年5月）

海神駅（かいじんえき）は、千葉県船橋市海神五丁目にある、京成電鉄本線の駅である。駅番号はKS21。

## 歴史
- 1919年（大正8年）10月25日 - 京成電気軌道の駅として開業[1]。
- 1929年（昭和4年）12月25日 - 総武鉄道海神線接続。
- 1933年（昭和8年）11月1日 - 利用客低調を理由に海神線の営業を休止[2]。
- 1934年（昭和9年）4月3日 - 海神線が廃止され、京成本線のみの駅になる。
- 1981年（昭和56年）3月1日 - 下り線ホーム側の駅舎を新築、跨線橋を新設。この日より供用開始。同時に構内踏切と上り線ホーム側駅舎を廃止[3]。
- 2012年（平成24年） - リニューアル工事を実施。
- 2019年（令和元年）10月25日 - 開業100周年に伴い、接近メロディーを手塚治虫の作品である海のトリトンのアニメ主題歌「GO! GO! トリトン」を導入。
- 2023年（令和5年）3月31日 - 跨線橋リニューアル工事を実施。

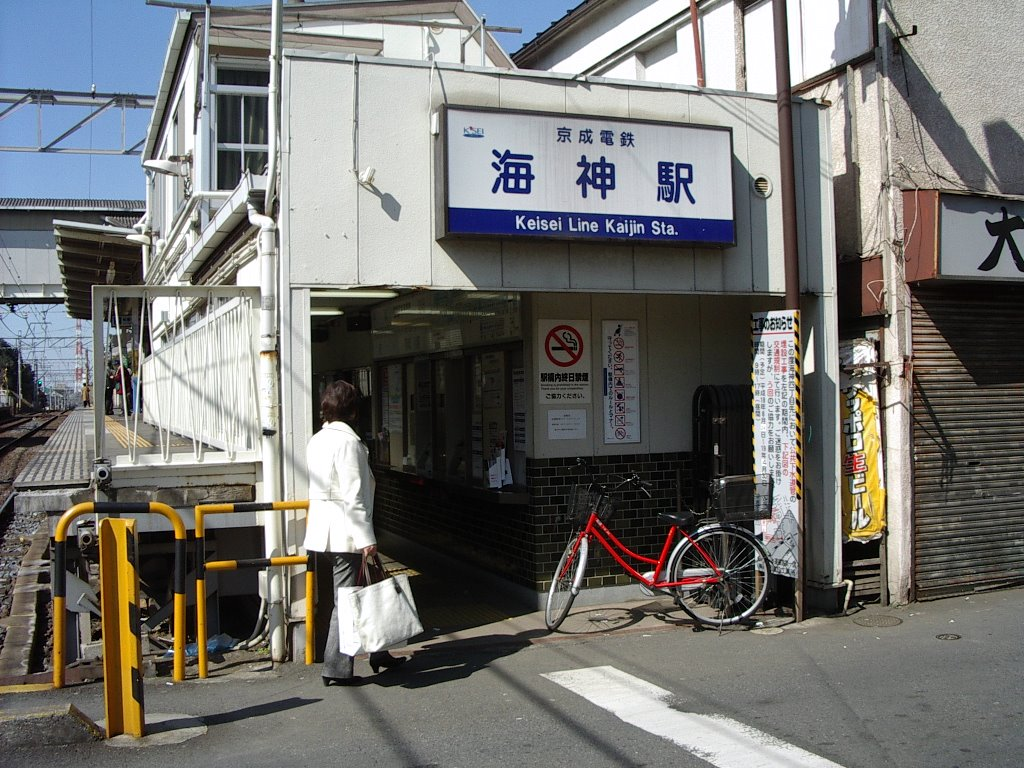
改装前の駅舎（2007年2月）
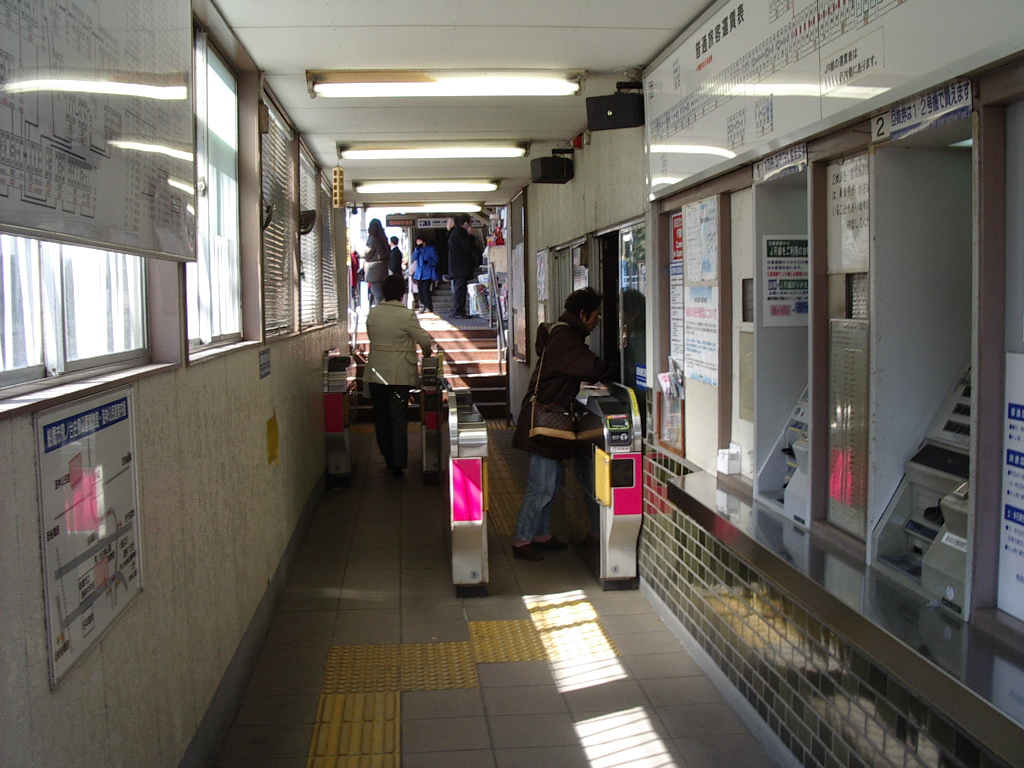
改装前の改札口（2007年2月）
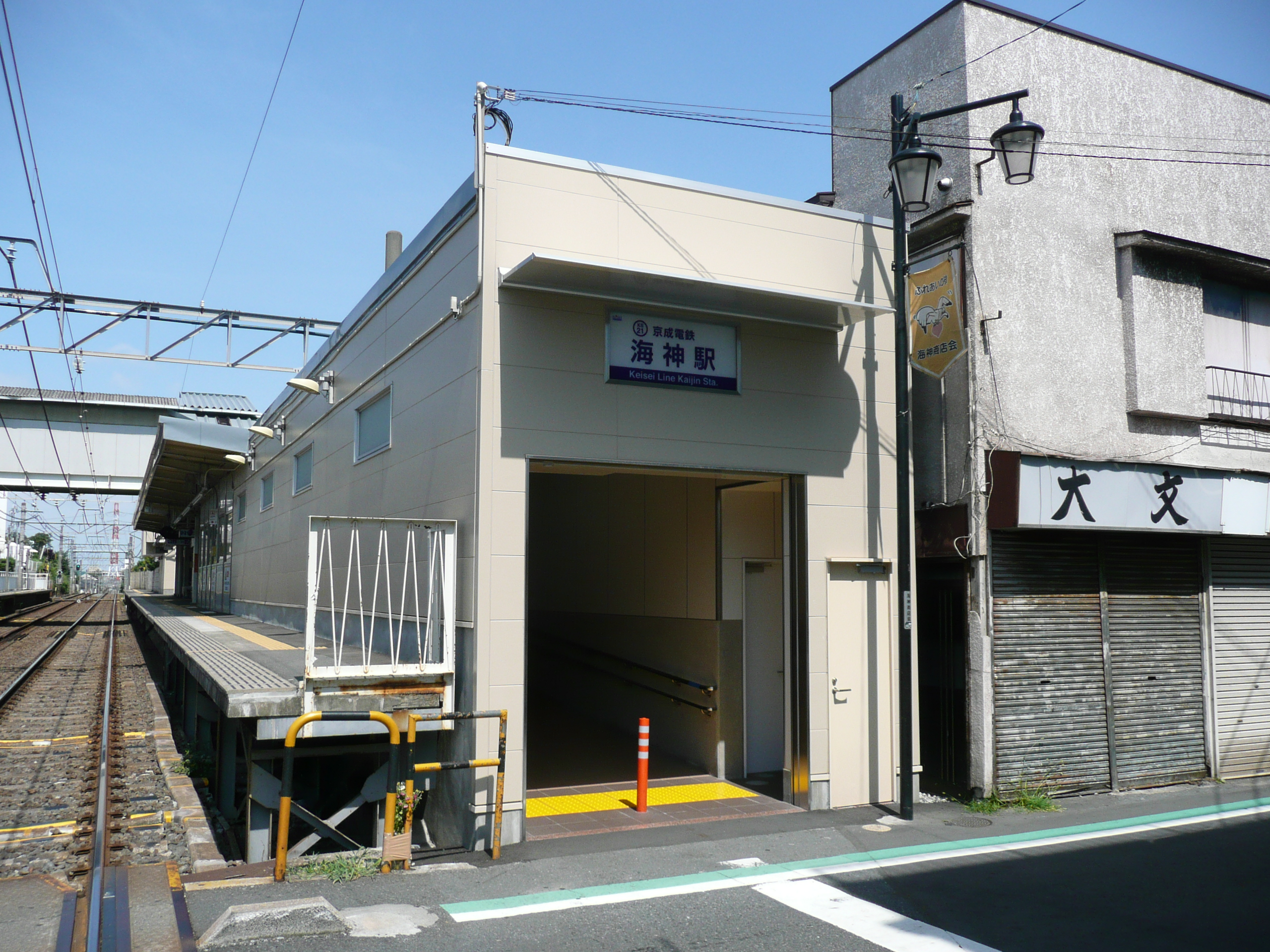
駅名看板更新前の駅舎（2013年8月）

## 駅構造
相対式ホーム2面2線を有する地上駅。ホームは踏切に挟まれており、6両編成の列車分の有効長しかない。
駅舎は下り線ホーム側にある。改札口にある自動改札機は2基あるが、通路の幅がとても狭いため、並べて設置することができず、1台ずつ向きを変えて設置している。また、上り線ホーム側の出入口は車椅子利用者が駅員の付き添いのもと利用できるリフトがあるため、一般の乗客は使用できない。各ホーム間は跨線橋により連絡している。2012年度に改良工事が行われ、駅舎を建て替える他、自動改札機の増設、エレベーターの新設、1番線ホームのほぼ中央にあったトイレを2番線ホームに移設などが行われた。

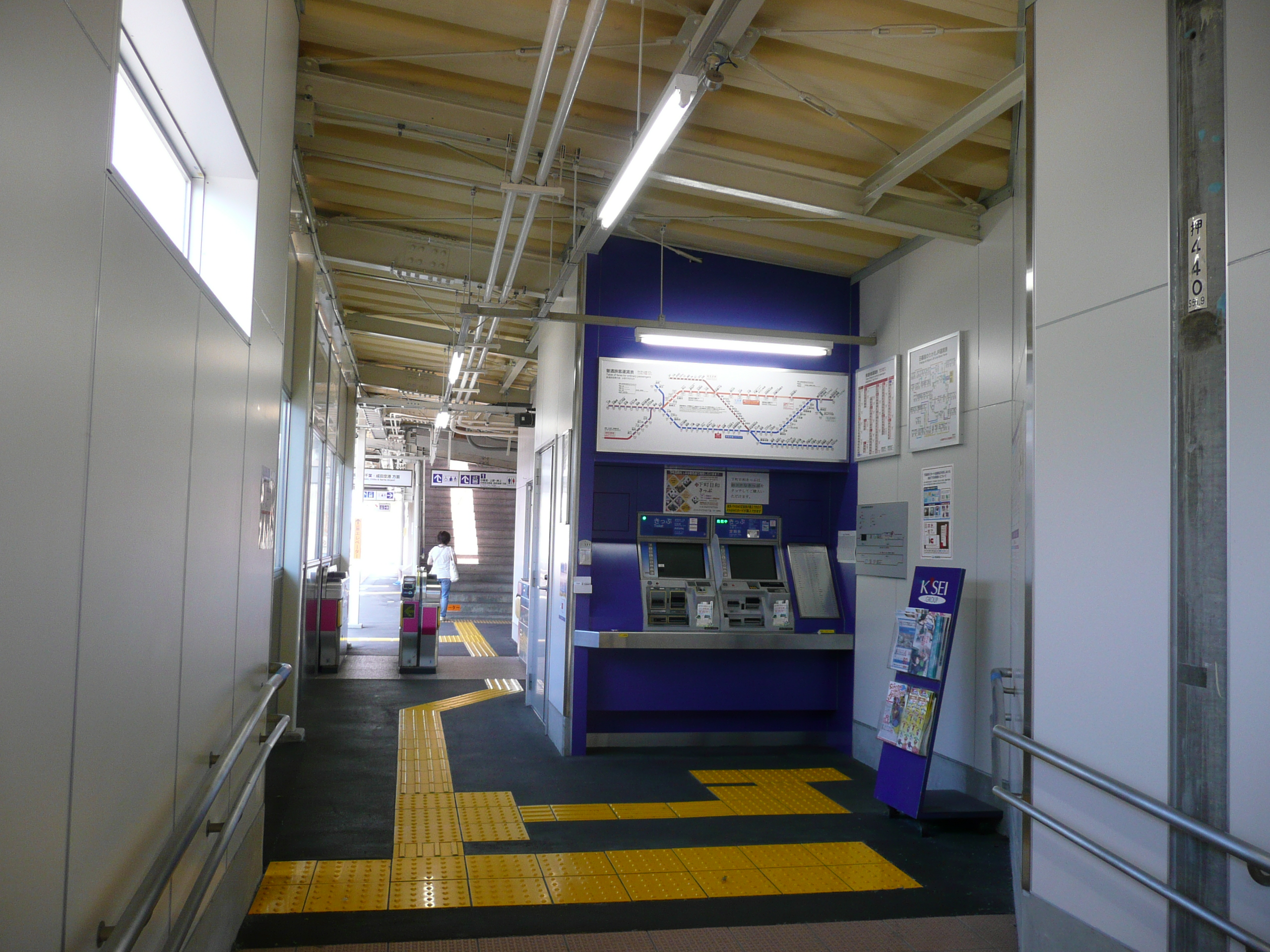
改札口（2013年8月）

### のりば
| 番線 | 路線     | 方向 | 行先                                                             |
| ---- | -------- | ---- | ---------------------------------------------------------------- |
| 1    | 京成本線 | 上り | 京成高砂・青砥・日暮里・京成上野・押上・ 都営浅草線・ 京急線方面 |
| 2    | 京成本線 | 下り | 京成船橋・京成津田沼・ 成田空港・京成千葉・ 松戸線方面           |

- 上表の路線名は成田空港線開業後の旅客案内の名称に基づいている。

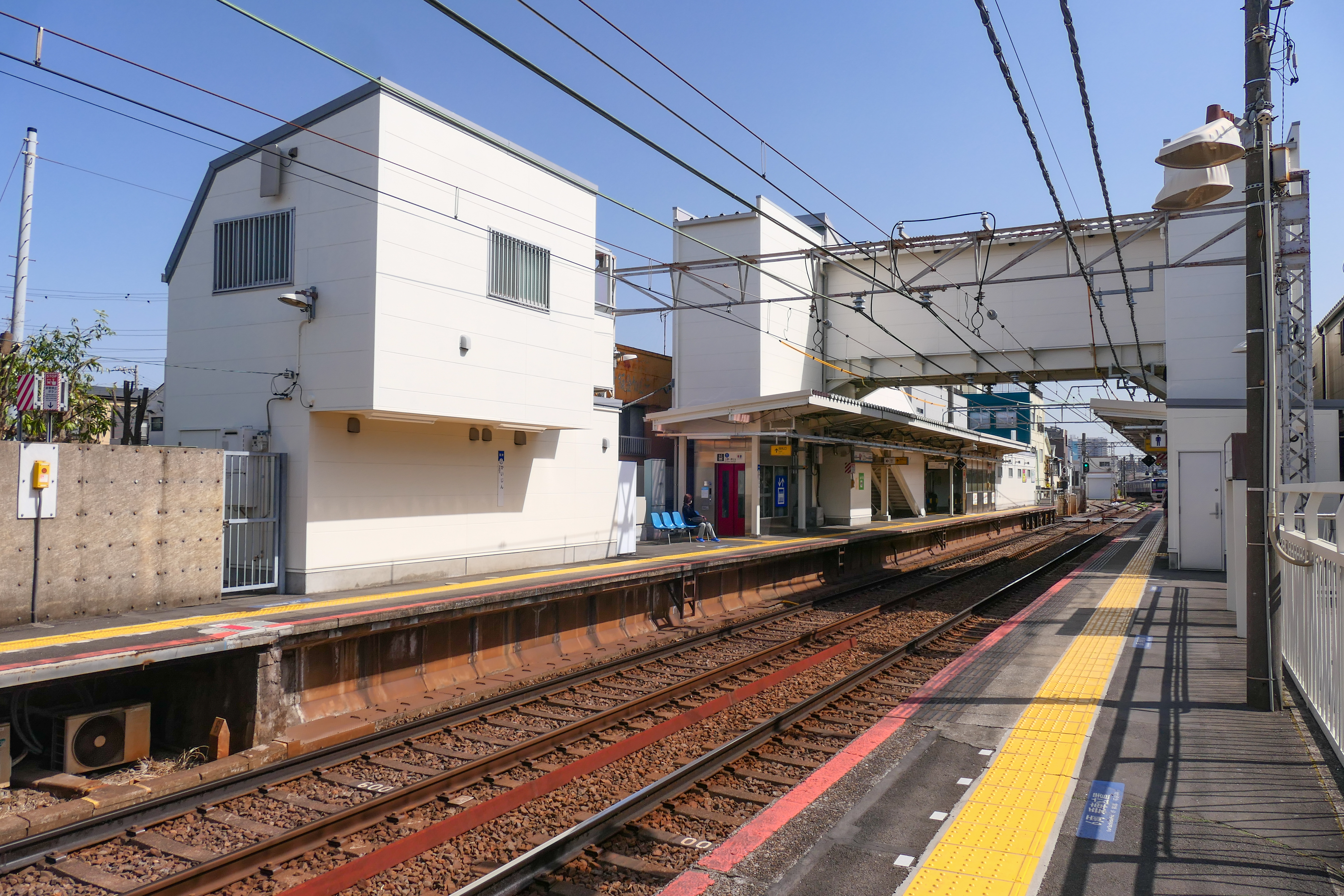
駅ホーム（2023年3月）
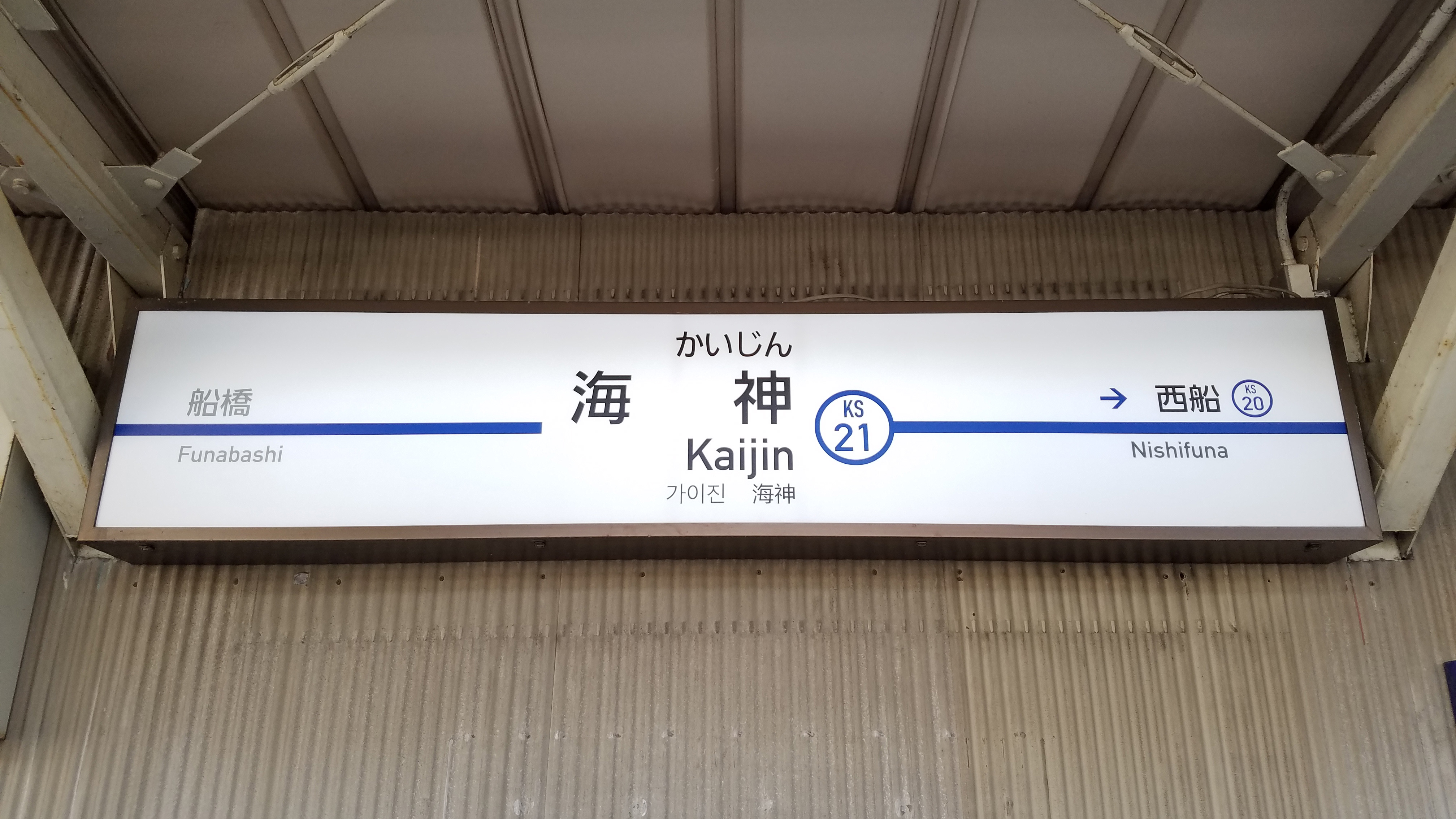
1番線駅名標（2018年2月）

## 利用状況
2024年度の1日平均乗降人員は6,015人である。
近年の1日平均乗降・乗車人員推移は下表の通り。
| 年度               | 1日平均 乗降人員 | 1日平均 乗車人員 |
| ------------------ | ---------------- | ---------------- |
| 1998年（平成10年） |                  | 2,404            |
| 1999年（平成11年） |                  | 2,348            |
| 2000年（平成12年） |                  | 2,292            |
| 2001年（平成13年） |                  | 2,267            |
| 2002年（平成14年） |                  | 2,213            |
| 2003年（平成15年） | 4,604            | 2,262            |
| 2004年（平成16年） | 4,623            | 2,295            |
| 2005年（平成17年） | 4,520            | 2,258            |
| 2006年（平成18年） | 4,477            | 2,235            |
| 2007年（平成19年） | 4,527            | 2,269            |
| 2008年（平成20年） | 4,575            | 2,295            |
| 2009年（平成21年） | 4,529            | 2,275            |
| 2010年（平成22年） | 4,481            | 2,251            |
| 2011年（平成23年） | 4,508            | 2,270            |
| 2012年（平成24年） | 4,633            | 2,327            |
| 2013年（平成25年） | 4,719            | 2,366            |
| 2014年（平成26年） | 4,779            | 2,400            |
| 2015年（平成27年） | 4,974            |                  |
| 2016年（平成28年） | 5,176            |                  |
| 2017年（平成29年） | 5,411            |                  |
| 2018年（平成30年） | 5,640            |                  |
| 2019年（令和元年） | 5,715            |                  |
| 2020年（令和02年） | 4,563            |                  |
| 2021年（令和03年） | 4,911            | 2,460            |
| 2022年（令和04年） | 5,354            | 2,692            |
| 2023年（令和05年） | 5,812            | 2,924            |
| 2024年（令和06年） | 6,015            | 3,023            |

## 駅周辺

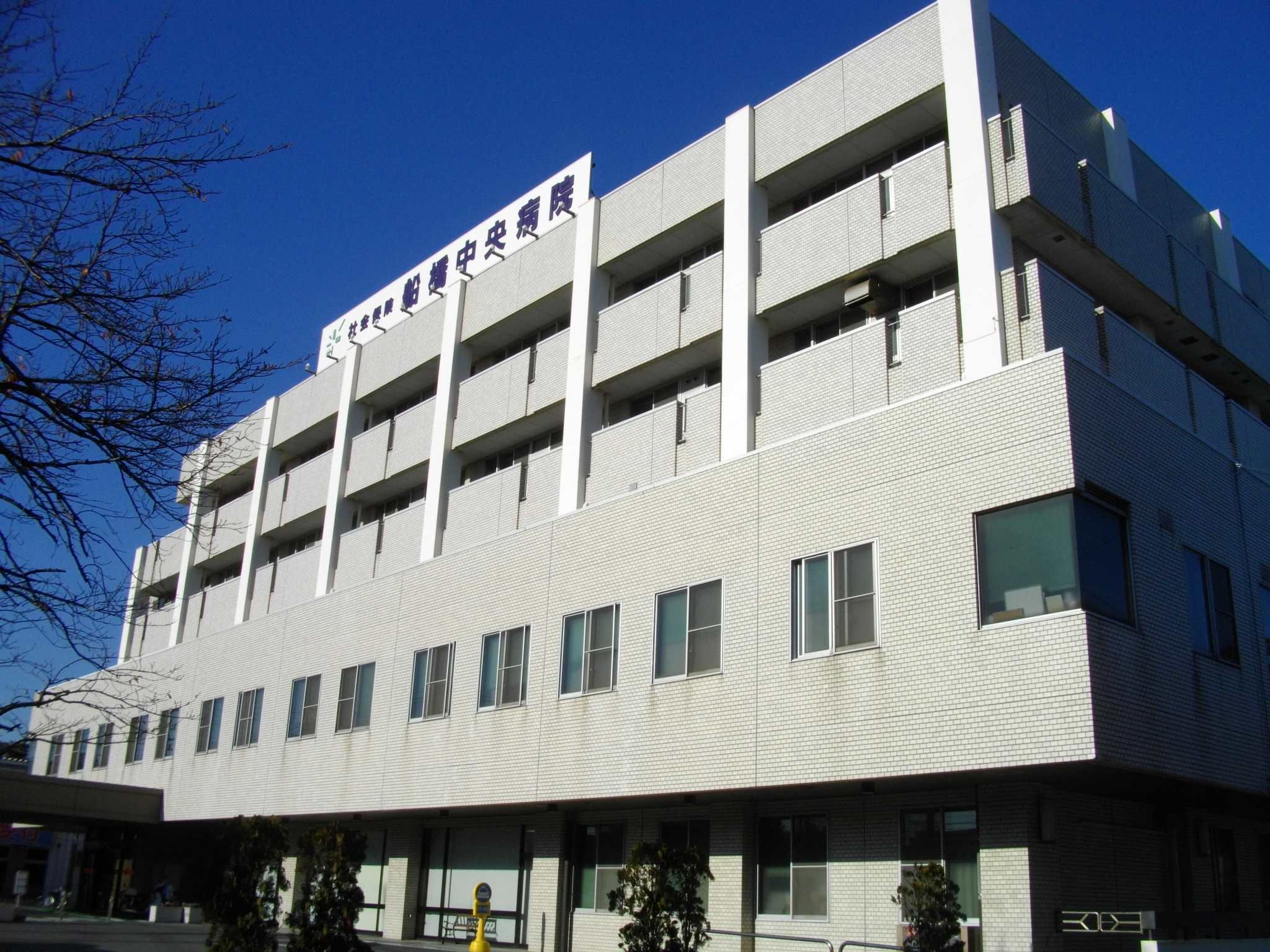
地域医療機能推進機構船橋中央病院（JCHO船橋中央病院）

当駅は千葉街道（国道14号）の北側の一段高い、海神山（海神山緑地）の丘陵部に位置している。海神山には昭和初期に富裕層の別荘が建ち始めたことに由来する大邸宅の多い高級住宅街となっている。2000年代に入ってからは、売却などにより大邸宅の小規模な住宅地への再開発が進んでいる。駅北側には千葉県道9号船橋松戸線が通る。当駅から約1.5 km圏内には東葉高速鉄道東葉高速線の東海神駅(地下駅)、東武野田線の新船橋駅、東日本旅客鉄道（JR東日本）・東京地下鉄（東京メトロ）・東葉高速鉄道の西船橋駅、東日本旅客鉄道（JR東日本）・東武鉄道の船橋駅がある。
駅前通りは狭いながらも商店街として賑わっていたが、2000年代に入ってからは衰退傾向にある。また、駅前通りの狭さから、かつて駅前を走っていた西船橋駅から諏訪神社に向かうバス路線（現在の京成トランジットバス海神線）も1991年に駅前を回避するルートに変更された。

### 駅南側

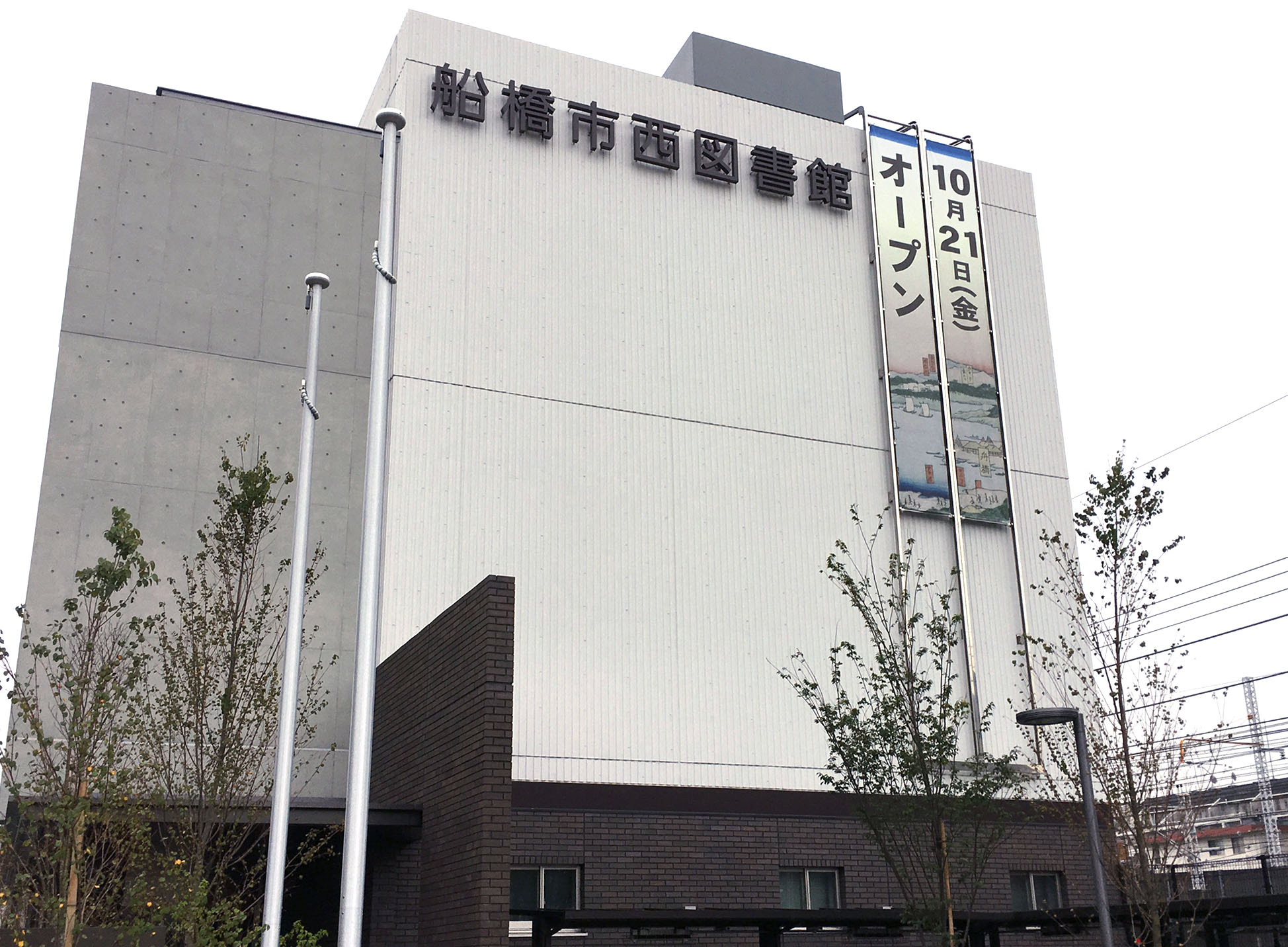
船橋市西図書館

- 法務省千葉地方法務局 船橋支局
- 船橋警察署 海神交番
- 船橋市西図書館
- 船橋市海神公民館
- 東京医療保健大学 船橋キャンパス
- 船橋市立海神南小学校
- 地域医療機能推進機構船橋中央病院
- ジェーソン 船橋山野町店
- ベルクス 西船橋店
- オーケー 海神南店
- くすりの福太郎 海神店
- 西船近隣公園
- 龍神社

### 駅北側

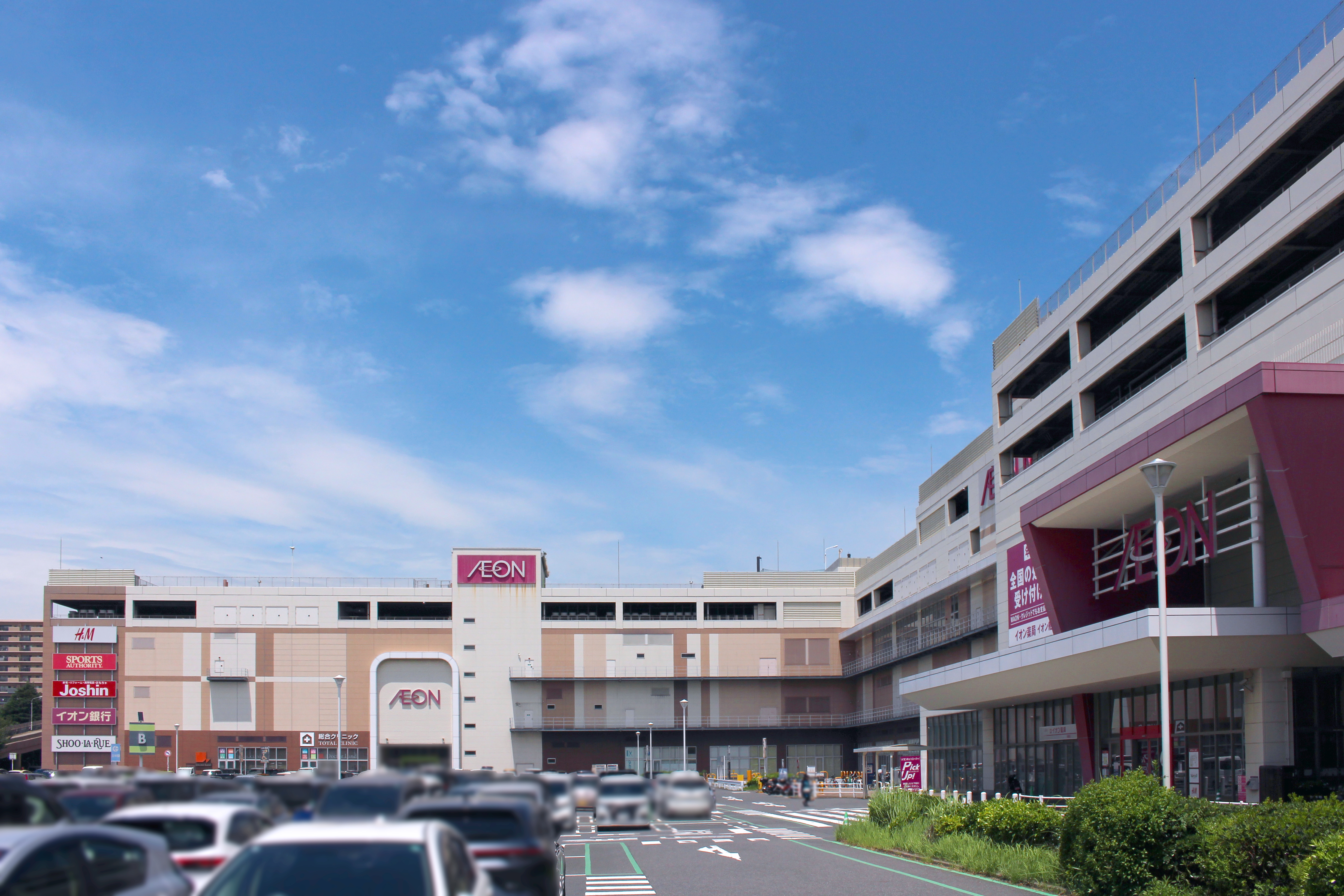
イオンモール船橋

- 飛ノ台史跡公園博物館
- 船橋市立西海神小学校
- 船橋市立海神小学校
- 船橋市立海神中学校
- 船橋海神郵便局
- 京葉銀行 海神出張所
- イオンモール船橋
- カネマタ薬局海神店
- カネマタ薬局ケイツー店
- 海神山緑地

## その他
当駅と当駅東側の海神第1号踏切は、えのもとえつこ・鎌田歩による絵本「ふみきりくん」のモデルとなっている。

## 隣の駅
京成電鉄
 本線
■快速特急・■特急・■通勤特急・■快速
通過
■普通
京成西船駅 (KS20) - 海神駅 (KS21) - 京成船橋駅 (KS22)